# 長谷川勇也
長谷川 勇也（はせがわ ゆうや、1984年12月22日 - ）は、山形県鶴岡市出身の元プロ野球選手（外野手、右投左打）。

## 経歴

### プロ入り前
小学校に入る前に5歳上の兄が所属する少年野球の練習を見たことをきっかけに野球に興味を持ち、鶴岡市立大泉小学校3年生時に両親の許可が下りて大泉スポーツ少年団で軟式野球を始めた。鶴岡市立鶴岡第四中学校でも軟式野球部に所属し、主に投手としてプレーしていた。
酒田南高等学校に進学すると、1年秋に外野手に転向し、2年夏、3年春・夏と3季連続で甲子園出場を果たした。1学年下の後輩に元オリックス・バファローズの小林賢司がいた。
専修大学では1年春からレギュラーに定着し、3年秋には東都大学リーグ2部首位打者、4年秋には41打数14安打で打率.341、6本塁打を打ちMVPを獲得した。同大学の9季ぶりとなる1部昇格の立役者となった。大学通算18本塁打。同期に読売ジャイアンツの松本哲也、BREATHEの宮田慧、1学年下の後輩に元読売ジャイアンツの土本恭平がいた。
2006年11月21日、ドラフト会議の大学生・社会人ドラフトにて福岡ソフトバンクホークスの5巡目指名を受け、契約金4000万円、年俸1000万円（金額は推定）で入団に合意した。背番号は30。

### ソフトバンク時代
2007年は、春季キャンプで一時A組（一軍相当）に抜擢されるなど期待されていたものの、左大腿骨頚部を疲労骨折してシーズンの大半をリハビリに費やした。
2008年は、一軍に昇格して4月22日の対東北楽天ゴールデンイーグルス戦でプロ初出場、初安打を記録した。相手先発投手が右投手である試合にはスタメンで起用されており、若手の中で成長が期待される選手の一人だったものの、外野守備では他の外野手と交錯してしまうなど連携の悪さが目立った。4月25日の対千葉ロッテマリーンズ戦ではレフトとして出場し、3回にセンターの多村仁と激突。打球をランニング本塁打にしただけでなく、多村には右脚腓骨骨折の重傷を負わせた。同年7月5日、これも対ロッテ戦でセンターとして出場したが、5回裏にベニー・アグバヤニの右中間への打球を柴原洋とお見合いして2点適時三塁打を献上し、この際に慌てて打球を処理した柴原は腰痛を悪化させてしまった。7回裏には西岡剛の打球を追って、柴原に代わった中西健太と交錯し、ランニング本塁打にしてしまう。この2度の連携ミスもあり、チームは5点差をひっくり返され逆転負けを喫した。8月17日に、試合前のバント練習の際に左手小指を骨折し離脱。それ以降一軍復帰はできなかった。
2009年は、開幕スタメンを逃したものの、一時は4割を超える打率を維持。10試合連続安打やアマ・プロ通じて自身初のサヨナラ打を打ち、クリーンアップの一角を担える程の活躍を見せた。7月7日の対オリックス戦では2度のジャンピングキャッチを披露。マツダオールスターゲーム2009の選手間投票で外野手部門第3位に入り初出場を決めた。第1戦、8回一死二・三塁のピンチで東出輝裕の外野フライの際、三塁走者の内川聖一を本塁で補殺するプレーを見せた。初の規定打席到達でリーグ4位の打率.312、チームトップの159安打を打った。
2010年は、開幕から調子が上がらず、5月22日に二軍降格。2週間後に一軍に復帰したがその後も調子が上がらず、打率.255と不本意なシーズンに終わった。
2011年は、開幕センタースタメンで出場したものの打撃はパッとせず、福田秀平の成長もあってセンタースタメンを福田に奪われベンチを温める試合もあった。多村が死球で離脱したためライトに福田あるいは中村晃が先発出場するようになると再びセンタースタメンが増えたが、打撃はなかなか上向かなかった。しかし7月ごろから打撃も上向き始め、レギュラーシーズン終了時には規定打席にも到達し、リーグ8位の打率.293とともにリーグ3位の出塁率.379の成績を残し、リーグ連覇に貢献した。
クライマックスシリーズ（CS）では11打数6安打で打率.545と結果を残した。特に埼玉西武ライオンズとのクライマックスシリーズファイナルステージ第3戦には、10回に涌井秀章から同点適時打を打ち、12回には牧田和久からサヨナラ適時打を打ちチームのCS突破に貢献した。また、マニュライフ生命 特別賞を受賞した。プレーオフ、CSでの1試合4安打は8人目で9度目。ソフトバンクの選手では初。ポストシーズンでは1959年の岡本伊三美以来52年ぶり2人目。
中日ドラゴンズとの日本シリーズは全7試合に出場し、打率.273、出塁率.360と活躍し、日本一に貢献した。
シーズンオフの11月28日、背番号を24に変更すると発表された。
2012年は、5月までは調子が上がらず二軍落ちも経験したが、6月からは3か月連続で月間打率3割以上を記録するなど打撃好調で、9・10月は月間打率2割台に終わるなど最終的に3割は逃したものの、打率.278を記録した。
2013年は、キャンプで練習中に打球が頭に当たり骨折したがなんとか開幕に間に合わせる。開幕からチームが低迷する中で高打率を維持し、4月半ばからは不調の本多雄一に変わって1番打者として躍動。さらに、中村晃が頭角を現したことで5月20日のセ・パ交流戦、対中日戦から5番に定着すると、内川聖一、松田宣浩らと強力なクリーンナップを形成し、安打を量産。交流戦史上最高打率である.418を記録し、交流戦MVPを獲得した。その後も大きな不調に陥ることなく打線を牽引し、9月11日の対西武戦からは内川に代わって3番を任されるなど、シーズンを通して安定した活躍をみせた。最終的には200安打にあと2本届かなかったが、2010年に川﨑宗則が記録した球団記録の190安打を上回る198安打（当時日本プロ野球歴代7位、パ・リーグ歴代3位）を記録。打率も自己最高の.341を記録し、自身初のタイトルとなる首位打者と最多安打に輝いたほか、本塁打(19本)と打点(83打点)でもキャリアハイを更新した。さらに自身初のフルイニング出場を果たし（史上5人目のフルイニング出場首位打者）、3本のサヨナラ打（5月3日西武戦、9月15日日本ハム戦、9月23日西武戦）と勝負強さも光った。オフにはベストナインを初受賞。1番（29試合）、3番（27試合）、5番（75試合）と、シーズンを通して中軸あるいは上位打線として活躍。守備位置は主に中堅手（102試合に先発出場）であったが、右翼手としても34試合に先発出場した。
2014年は、開幕から好調を維持していたが、9月3日の対オリックス戦で本塁突入の際に右足首を痛め登録抹消となり、復帰後は日本シリーズまで代打起用となった。それでも2年連続で3割を記録し、3年ぶりのリーグ優勝・日本一に貢献した。12月5日に奈良県内の病院で内視鏡による「右足関節骨棘切除と遊離体摘出」の手術を受けたと発表された。柳田悠岐の台頭により、守備位置は右翼手（122試合）に固定して起用された。
2015年は、開幕戦を「6番・指名打者」で出場したものの、前年痛めた右足首の影響で打率.190と低迷し、4月16日に登録抹消となった。9月15日に復帰したものの、出場試合は30試合にとどまり打率.224と、2008年に一軍定着して以降では自己ワーストの成績に終わった。ただ、本塁打は5本と前年と同程度だった。
シーズンオフの12月1日、翌年から選手会長に就任することが発表された。12月18日、2018年シーズンまでの3年契約（2億円＋出来高。固定年俸制 金額は推定）で契約を更改した。
2016年は、開幕は代打でスタートしたが、4月上旬からは指名打者として先発出場するようになり、4月30日の対西武戦からは、「5番・指名打者」としてほぼ固定起用。7月15日、16日両日に開催されたマツダオールスターゲーム2016において、24万9,528票を獲得し、指名打者として初めてファン投票で選出された。オールスターゲーム以後は出場機会を徐々に減らしていったが、8月27日に福岡ヤフオク!ドームで行われた対ロッテ戦において、2回裏一死満塁のチャンスでセンター前に適時打を打ち、プロ通算1000安打を達成する。9月28日、「5番・左翼手」として出場した対ロッテ戦では2本塁打を打った。シーズンを通してほぼ指名打者として起用されたが、左翼手としての出場もあった（指名打者90試合、左翼手11試合）。なお、内川聖一が指名打者として先発出場する際を中心にベンチを温めることが増え、規定打席数には1打席不足した。しかし3年ぶりに2桁本塁打を記録した。
2017年、激しい外野手のポジション争いの中、開幕を一軍で迎える。4月2日の開幕第3戦、対ロッテ戦で代打としてシーズン初出場したが、打率が.125と低迷し、4月22日に2015年の4月以来の二軍降格となる。6月13日に一軍復帰し、同日のセ・パ交流戦、対巨人戦では、リプレー検証のうえシーズン第1号本塁打を記録する。6月25日の対西武戦では、プロ初の4番打者でライト前適時打で先制点を挙げ、2号2点本塁打を打つが、打率は.216と状態が上がらず7月21日に再び一軍出場選手登録を外れる。以降、レギュラーシーズン終了まで一軍での出場機会は得られず、同年はアルフレド・デスパイネの加入や上林誠知の台頭で23試合の出場にとどまった。
楽天とのクライマックスシリーズファイナルステージでは、10月21日の第4戦、2回裏二死二塁のチャンスで、レフト線への先制点となる適時二塁打を打つなど活躍し、日本シリーズに進出する。横浜DeNAベイスターズとの日本シリーズでは、10月28日の第1戦、1点リードの2回無死一塁の場面で井納翔一から日本シリーズで自身初となる本塁打を2点本塁打で打ち、チームの2年ぶりの日本一奪還に貢献した。
ポストシーズン中の10月18日に海外FAの資格を取得した。上記の2014年の怪我以来、手術を受けたものの右足首は万全な状態ではなく、本来のプレーを出来ずに不本意な成績に終わったこともあり、再度同箇所を手術することを決断。シーズンオフの11月20日に福岡県内の病院で「右足関節鏡視下（一部観血的）関節形成術」を受けたと発表された。復帰まで3か月を要する見込み。

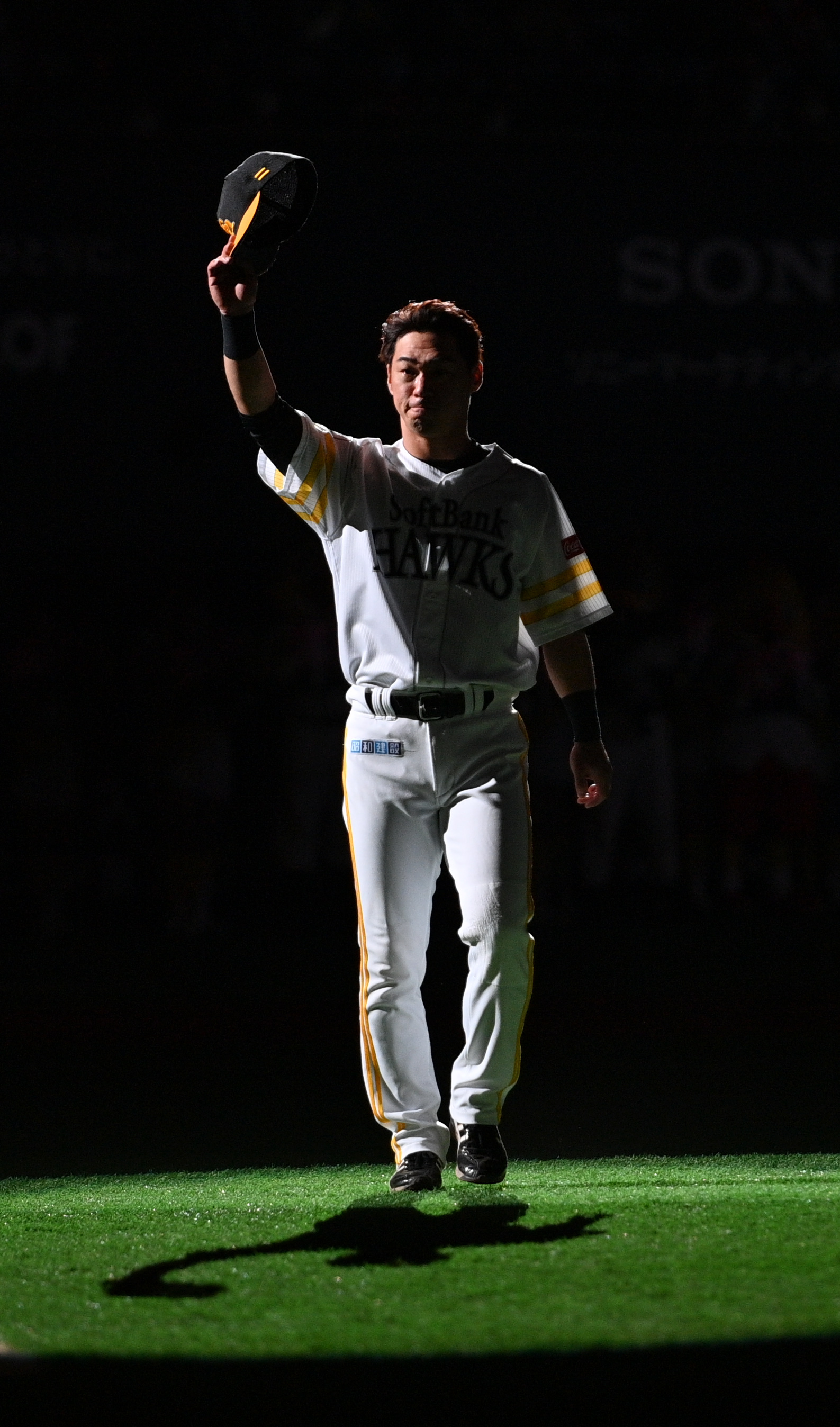
引退セレモニーにて（2021年10月21日）

2018年、手術の影響で一軍登録が6月の半ばと出遅れたものの、一軍復帰後は左翼手や指名打者での先発出場もあったが主に貴重な左の代打として活躍し代打成績は.296（27打数8安打）を記録。シーズン成績も前年より向上しチーム日本一に貢献した。しかし、契約更改では複数年契約中の怪我や不振もあり年俸は半額の1億円での1年契約でサインした。
2019年、ペナントレースでは、わずか25試合の出場にとどまった。ポストシーズンでは代打として起用された。埼玉西武ライオンズとのクライマックスシリーズ・ファイナルステージでは、第1戦・8回に同点となる適時打を打った。第4戦でも7回に適時打を打った。読売ジャイアンツとの日本シリーズでは、第3戦・4回の一死満塁の場面で勝ち越しとなる犠牲フライを打ち、チームの日本シリーズ3連覇に貢献した。
2020年6月19日の開幕試合（対ロッテ・福岡PayPayドーム）をスタメン（「5番・左翼手」）で迎えた。しかし、7月6日、右脇腹の筋挫傷と診断されたことが発表され、翌日、出場選手登録を抹消（二軍へ降格）。8月1日に新型コロナウイルス感染症のPCR検査を受け、陽性と判定された。プロ野球選手で感染が判明するのは6月19日の開幕後では初となった。9月29日に一軍再昇格。10月15日の対オリックス戦（京セラドーム大阪）では、6回一死満塁の場面でウラディミール・バレンティンの代打として比嘉幹貴からシーズン第1号の自身初となる満塁本塁打を打った。また、代打本塁打も自身初だった。
2021年、シーズン当初の代打での起用から、4月以降先発出場する機会もあり、一旦4月28日に登録抹消されたものの、5月8日に再登録されると、同月29日のセ・パ交流戦対巨人2回戦（福岡PayPayドーム）でサンチェスから1試合2本塁打5打点を記録するなど、同月は13試合の出場ながら月間打率.400得点圏打率.455の活躍、6月は18試合に出場し月間打率.250を記録したが、次第に調子を落とし、7月は東京オリンピックによるリーグ戦中断前まで6試合で出塁率こそ.400ながら僅か1安打、中断明け以降も、8月24日対西武16回戦（メットライフドーム）9回表に代打で出場し安打を放った後、9月末まで全て代打起用ながら14打席10打数連続無安打（1犠飛3四球）となるなど、中断明け以降の打率が.125と低迷し、10月2日に再び登録抹消となる。同月8日、同シーズン一杯で現役を引退することが発表された。翌9日に行われた引退記者会見で、シーズン前のキャンプ中に右足を「歩けないくらいロックした」ことを明かし、足がぼろぼろになったことを自分でも実感したこと、そしてそれがバッティングにまで影響してしまったことが引退決断に至った大きな理由であると語った。10月21日、引退選手・特例登録により同日のみ出場選手登録され、ソフトバンクの同シーズン本拠地最終戦でもある対日本ハム第25回戦、0-0で迎えた7回裏一死二塁の場面で松田宣浩の代打として出場、先発投手の伊藤大海と対戦し一塁ゴロとなるも、一塁にヘッドスライディングし、観客や自軍ベンチから拍手が送られた。試合後には引退セレモニーが行われた。

### 現役引退後
引退翌年となる2022年から2023年まで一軍打撃コーチに就任。その間、背番号は83を着用していた。
2024年は動作解析などを行うR&D担当となり、2025年は役職名が新設された「R&Dグループスキルコーチ（打撃）」となった。NPBの登録上はコーチ扱いではなかったが、シーズン途中の5月3日に「スキルコーチ（打撃）」としてコーチ登録された。背番号は025。主力選手が相次いで離脱し、若手が一軍の主体になっていることから、迅速な指導を可能にするための措置。

## 選手としての特徴
俊足巧打、安定した選球眼で高い出塁率を誇るリードオフマン。江夏豊は「守れて、そつのない走塁ができて、しぶといバッティングができる」と評価している。小さい体重移動で球を呼び込み、ライナーで外野の間を抜くシュアな打撃が持ち味。王貞治から「松中みたいな打球を飛ばす」と評されたこともあり、2009年6月21日の横浜ベイスターズ戦では三浦大輔から推定140メートル以上の特大場外本塁打を打ったこともある。2009年には12球団トップの2ストライク後打率.268を記録（平均打率.189）し追い込まれてからの対応も良いが、内角の対応に課題を残す。2009年から逆方向に打つ意識を心がけている。これは左手小指の骨折が原因で、小指は真っ直ぐに伸びなくなってしまい、以前は55kgあった握力が35kgまで落ち込んでしまったことで握力の低下をカバーするために小指を右手人差し指の上に被せるゴルフのような握りで克服した。さらに下半身の強化に着手し、腕の力に頼りがちだったフォームも下半身で押し込む意識を高めるよう修正した。結果、パワーが戻り、以前は空振りしてしまっていた縦方向の変化球にも食らいつけるようになったという。
人一倍の研究心の持ち主で、試合後にはいつもスイングチェックを欠かさず、研究を重ねて、広角に打ち分ける職人芸の打撃でチームに貢献している。中堅手としての起用が多いが、リードした試合の終盤には中堅手に城所龍磨が入り長谷川が左翼手に回るという守備変更がしばしば見られた。特に2011年はチームが先制点を守るスタイルでの勝利が多かったため、主に左翼で起用されていた内川聖一の代走もしくは守備交代に城所が入り、長谷川が左翼手に回るというシーンが3試合のうち2試合で見られるほど頻繁に行われた。2014年は右翼手として起用。2015年シーズン以後は指名打者としての起用が多くなっている。
プロ入り前は50メートル走のタイムが6秒1、遠投115メートルだった。

## 人物
主力選手が温暖な沖縄やグアムで自主トレを行う12月から1月にかけてずっと福岡にとどまって自主トレを行なっていることについて、スポーツ新聞の取材に「僕の場合、環境が変わることがストレスになりますので」と答えている。
愛称は「ハセ」「ハセユー」。チームでのニックネームはもえちゃん。2009年のホークスファン感謝デーでチームメイトから暴露され、名付け親は当時ソフトバンクの一軍ヘッド兼内野守備・走塁コーチだった森脇浩司。
小学生の頃からプロ野球選手の食事を特集した本を購入し、母親にバランスの良い食事を依頼していた。
高校2年生時の修学旅行では欧州へ行く予定だったが、アメリカ同時多発テロ事件の影響で福岡へ変更となり、その際に初めて福岡ドームを訪れた。

## 詳細情報

### 年度別打撃成績
| 年 度      | 球 団        | 試 合 | 打 席 | 打 数 | 得 点 | 安 打 | 二 塁 打 | 三 塁 打 | 本 塁 打 | 塁 打 | 打 点 | 盗 塁 | 盗 塁 死 | 犠 打 | 犠 飛 | 四 球 | 敬 遠 | 死 球 | 三 振 | 併 殺 打 | 打 率 | 出 塁 率 | 長 打 率 | O P S |
| ---------- | ------------ | ----- | ----- | ----- | ----- | ----- | -------- | -------- | -------- | ----- | ----- | ----- | -------- | ----- | ----- | ----- | ----- | ----- | ----- | -------- | ----- | -------- | -------- | ----- |
| 2008       | ソフトバンク | 71    | 245   | 221   | 28    | 52    | 13       | 1        | 4        | 79    | 24    | 2     | 0        | 4     | 1     | 18    | 1     | 1     | 47    | 1        | .235  | .295     | .357     | .652  |
| 2009       | ソフトバンク | 143   | 584   | 509   | 69    | 159   | 31       | 3        | 7        | 217   | 44    | 10    | 5        | 11    | 1     | 57    | 1     | 6     | 89    | 7        | .312  | .387     | .426     | .814  |
| 2010       | ソフトバンク | 134   | 519   | 443   | 48    | 113   | 17       | 0        | 3        | 139   | 32    | 14    | 3        | 10    | 3     | 51    | 5     | 12    | 97    | 8        | .255  | .346     | .314     | .660  |
| 2011       | ソフトバンク | 125   | 455   | 392   | 51    | 115   | 23       | 1        | 4        | 152   | 34    | 13    | 1        | 6     | 2     | 47    | 3     | 8     | 87    | 2        | .293  | .379     | .388     | .767  |
| 2012       | ソフトバンク | 126   | 473   | 403   | 41    | 112   | 15       | 3        | 4        | 145   | 37    | 16    | 5        | 16    | 5     | 40    | 2     | 9     | 87    | 4        | .278  | .352     | .360     | .712  |
| 2013       | ソフトバンク | 144   | 637   | 580   | 92    | 198   | 29       | 6        | 19       | 296   | 83    | 12    | 2        | 0     | 5     | 47    | 0     | 5     | 111   | 5        | .341  | .392     | .510     | .903  |
| 2014       | ソフトバンク | 135   | 541   | 473   | 58    | 142   | 30       | 3        | 6        | 196   | 55    | 7     | 7        | 0     | 7     | 54    | 2     | 7     | 95    | 8        | .300  | .375     | .414     | .790  |
| 2015       | ソフトバンク | 30    | 96    | 85    | 8     | 19    | 0        | 0        | 5        | 34    | 12    | 0     | 0        | 0     | 0     | 11    | 1     | 0     | 27    | 0        | .224  | .313     | .400     | .713  |
| 2016       | ソフトバンク | 122   | 442   | 387   | 45    | 105   | 15       | 3        | 10       | 156   | 51    | 2     | 4        | 1     | 0     | 51    | 2     | 3     | 95    | 9        | .271  | .361     | .403     | .764  |
| 2017       | ソフトバンク | 23    | 44    | 37    | 5     | 8     | 1        | 2        | 2        | 19    | 7     | 1     | 0        | 0     | 0     | 7     | 0     | 0     | 15    | 0        | .216  | .341     | .514     | .854  |
| 2018       | ソフトバンク | 55    | 112   | 101   | 15    | 29    | 6        | 0        | 5        | 50    | 20    | 0     | 0        | 0     | 1     | 9     | 3     | 1     | 18    | 3        | .287  | .348     | .495     | .843  |
| 2019       | ソフトバンク | 25    | 54    | 43    | 6     | 13    | 4        | 0        | 3        | 26    | 9     | 1     | 0        | 0     | 2     | 7     | 1     | 2     | 4     | 1        | .302  | .407     | .605     | 1.012 |
| 2020       | ソフトバンク | 29    | 87    | 76    | 6     | 17    | 5        | 0        | 1        | 25    | 7     | 0     | 0        | 0     | 0     | 10    | 0     | 1     | 18    | 2        | .224  | .322     | .329     | .651  |
| 2021       | ソフトバンク | 71    | 120   | 100   | 10    | 26    | 6        | 1        | 3        | 43    | 19    | 0     | 0        | 0     | 2     | 17    | 4     | 1     | 18    | 2        | .260  | .367     | .430     | .797  |
| 通算：14年 | 通算：14年   | 1233  | 4409  | 3850  | 482   | 1108  | 195      | 23       | 76       | 1577  | 434   | 78    | 27       | 48    | 29    | 426   | 25    | 56    | 808   | 52       | .288  | .365     | .410     | .774  |

- 各年度の太字はリーグ最高

### 年度別打撃成績所属リーグ内順位
| 年 度 | 年 齢 | リ ｜ グ   | 打 率 | 安 打 | 二 塁 打 | 三 塁 打 | 本 塁 打 | 打 点 | 盗 塁 | 出 塁 率 |
| ----- | ----- | ---------- | ----- | ----- | -------- | -------- | -------- | ----- | ----- | -------- |
| 2008  | 24    | パ・リーグ | -     | -     | -        | -        | -        | -     | -     | -        |
| 2009  | 25    | パ・リーグ | 4位   | -     | -        | -        | -        | -     | -     | 5位      |
| 2010  | 26    | パ・リーグ | -     | -     | -        | -        | -        | -     | -     | -        |
| 2011  | 27    | パ・リーグ | 8位   | -     | 10位     | -        | -        | -     | -     | 3位      |
| 2012  | 28    | パ・リーグ | -     | -     | -        | -        | -        | -     | 8位   | 6位      |
| 2013  | 29    | パ・リーグ | 1位   | 1位   | 6位      | 3位      | 9位      | 9位   | -     | 3位      |
| 2014  | 30    | パ・リーグ | 7位   | -     | 5位      | -        | -        | -     | -     | 8位      |
| 2015  | 31    | パ・リーグ | -     | -     | -        | -        | -        | -     | -     | -        |
| 2016  | 32    | パ・リーグ | -     | -     | -        | -        | -        | -     | -     | -        |
| 2017  | 33    | パ・リーグ | -     | -     | -        | -        | -        | -     | -     | -        |
| 2018  | 34    | パ・リーグ | -     | -     | -        | -        | -        | -     | -     | -        |
| 2019  | 35    | パ・リーグ | -     | -     | -        | -        | -        | -     | -     | -        |
| 2020  | 36    | パ・リーグ | -     | -     | -        | -        | -        | -     | -     | -        |
| 2021  | 37    | パ・リーグ | -     | -     | -        | -        | -        | -     | -     | -        |

- -は10位未満（打率、OPSは規定打席未到達の場合も-と表記）

### 年度別守備成績
| 年 度 | 球 団        | 外野  | 外野  | 外野  | 外野  | 外野  | 外野     |
| 年 度 | 球 団        | 試 合 | 刺 殺 | 補 殺 | 失 策 | 併 殺 | 守 備 率 |
| ----- | ------------ | ----- | ----- | ----- | ----- | ----- | -------- |
| 2008  | ソフトバンク | 70    | 133   | 0     | 1     | 0     | .993     |
| 2009  | ソフトバンク | 143   | 277   | 4     | 5     | 0     | .983     |
| 2010  | ソフトバンク | 134   | 268   | 4     | 3     | 0     | .989     |
| 2011  | ソフトバンク | 124   | 251   | 3     | 2     | 0     | .992     |
| 2012  | ソフトバンク | 124   | 214   | 2     | 3     | 2     | .986     |
| 2013  | ソフトバンク | 144   | 255   | 7     | 3     | 0     | .989     |
| 2014  | ソフトバンク | 122   | 213   | 4     | 4     | 1     | .982     |
| 2015  | ソフトバンク | 8     | 11    | 0     | 0     | 0     | 1.000    |
| 2016  | ソフトバンク | 13    | 17    | 0     | 0     | 0     | 1.000    |
| 2017  | ソフトバンク | 9     | 7     | 0     | 0     | 0     | 1.000    |
| 2018  | ソフトバンク | 13    | 15    | 0     | 0     | 0     | 1.000    |
| 2019  | ソフトバンク | 11    | 6     | 0     | 0     | 0     | 1.000    |
| 2020  | ソフトバンク | 14    | 16    | 1     | 0     | 1     | 1.000    |
| 2021  | ソフトバンク | 6     | 10    | 0     | 0     | 0     | 1.000    |
| 通算  | 通算         | 935   | 1693  | 25    | 21    | 4     | .988     |

- 各年度の太字はリーグ最高

### タイトル
- 首位打者：1回（2013年） ※史上5人目のフルイニング出場での獲得[65]
- 最多安打：1回（2013年）

### 表彰
- ベストナイン：1回（2013年）
- セ・パ交流戦 最優秀選手賞（MVP）：1回（2013年）
- 月間MVP：2回（2013年6月、2013年9月）
- オールスターゲーム敢闘選手賞：1回（2013年第2戦）

### 記録
初記録
- 初出場・初先発出場：2008年4月22日、対東北楽天ゴールデンイーグルス4回戦（クリネックススタジアム宮城）、「7番・左翼手」で先発出場
- 初打席：同上、2回表に朝井秀樹から見逃し三振
- 初安打：同上、4回表に朝井秀樹から中前安打
- 初本塁打・初打点：2008年4月29日、対埼玉西武ライオンズ7回戦（西武ドーム）、4回表にマット・キニーから右越ソロ
- 初盗塁：2008年8月3日、対オリックス・バファローズ15回戦（京セラドーム大阪）、6回表に二盗（投手：金子千尋、捕手：前田大輔）

節目の記録
- 1000安打：2016年8月27日、対千葉ロッテマリーンズ21回戦（福岡ドーム）、2回裏に関谷亮太から中前適時打 ※史上285人目

その他の記録
- シーズン安打：198（2013年） ※歴代8位、球団記録（2021年度シーズン終了時）
- オールスターゲーム出場：4回（2009年、2013年、2014年、2016年）

### 背番号
- 30（2007年[3] - 2011年）
- 24（2012年[7] - 2021年）
  - 24は専修大学時代につけていた愛着ある番号。2009年のオフにこの番号への変更を希望したが、球団からもう1年活躍したらと条件をつけられた。2010年は不振に終わったが、2011年の打率リーグ8位の活躍が認められ、晴れてこの番号を得た[66]。
- 83（2022年[47] - 2023年[48]）
- 025（2025年5月3日[53] - ）